# John Dewey
John Dewey (Burlington, Vermont, 1859. október 20. – New York, 1952. június 1.) amerikai filozófus, az ottani oktatási rendszer megreformálója.

## Élete
Dewey a vermonti Burlingtonban született. 1879-ben szerzett diplomát a vermonti egyetemen. 1884-ben Michigan egyetemén dolgozott. 1894-ben csatlakozott az újonnan indult chicagói egyetemhez, ahol megismerkedett a pragmatizmussal. 1904-ben már a New York-i Columbia egyetem filozófiaprofesszora. Charles Beard történésszel, Thorstein Veblen közgazdásszal és James Harvey Robinsonnal megalapították az úgynevezett New School Social Research-t, ami az oktatást volt hivatott megreformálni. A Szabadság és a kultúra című művében (1939) a fasizmust kritizálja. Elítélte még a sztálinizmust is, főleg a sztálini „tisztogatások” miatt.

## Filozófiája
Az instrumentalizmus; a pragmatizmus (az igazság ismérve a hasznosság) egyik alakja. Demokrácia és nevelés című munkája máig alapműnek számít az amerikai pedagógiában. Szerinte a gondolkodás csak egy eszköz a cselekvéshez. Ezért a gondolatoknak csak eszközértékük van. (Segíti vagy nem segíti a cselekvést, gyakorlatot.) Filozófiáját ezért nevezik instrumentalizmusnak. Csak a növekedés fejlődés a lényeg, nem pedig az amúgy is elérhetetlen tökéletességet tartja szem előtt (művelődés, okosodás).

## Főbb művei
- Demokrácia és nevelés
- Alkotó intelligencia
- Rekonstrukció a filozófiában
- Emberi természet
- Emberi viselkedés

## Magyarul megjelent művei
- Pragmatizmus. A pragmatista filozófia megalapítóinak műveiből; vál. Szabó András György, ford. Fehér Márta, Márkus György, Vajda Mihály, bev. Sós Vilmos; Gondolat, Bp., 1981 (Gondolkodók)
- Az iskola és a társadalom; ford., bev. Ozorai Frigyes; Lampel, Bp., 1912 (Néptanítók könyvtára)
- Az érdeklődés és az erőfeszítés az akaratnevelésben; ford. Kenyeres Elemér; Kisdednevelés, Bp., 1927
- A gondolkodás nevelése. A gyermek és a tanterv; ford. Kenyeres Elemér; Kisdednevelés, Bp., 1931
- A nevelés jellege és folyamata; ford. Molnár Magda, utószó Vág Ottó; Tankönyvkiadó, Bp., 1976 (Pedagógiai források)

## Kortársak
- Homer Lane
- Caj Jüan-pej (Cai Yuanpei)